# Буханко Антон Андрійович
Антон Андрійович Буханко (рос. Антон Андреевич Буханко; 1 липня 1986, с. Транспортний, СРСР) — російський хокеїст, захисник. Виступає за «Динамо» (Санкт-Петербург) у Вищій хокейній лізі. 
Вихованець хокейної школи «Металург» (Магнітогорськ). Виступав за: «Газовик» (Тюмень), «Автомобіліст» (Єкатеринбург), ХК МВД, ХК «Бєлгород», «Металург» (Магнітогорськ), «Южний Урал» (Орськ), «Лада» (Тольятті), «Витязь» (Чехов), ТХК Твер.

## Досягнення
- Бронзовий призер чемпіонату КХЛ (2009)